# Rang Perang Laok
Rang Perang Laok is een bestuurslaag in het regentschap Pamekasan van de provincie Oost-Java, Indonesië. Rang Perang Laok telt 1531 inwoners (volkstelling 2010).